# Kamee

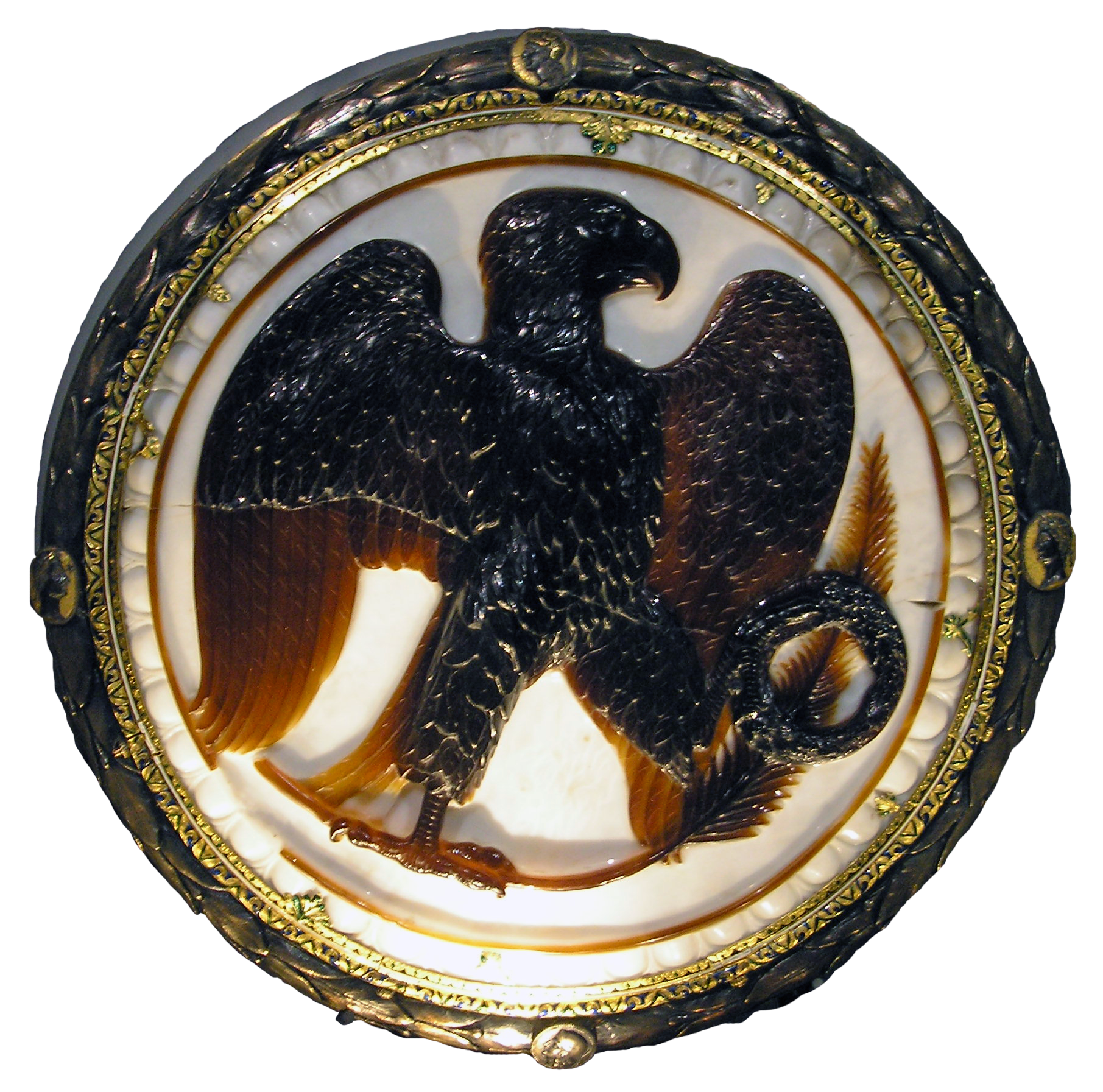
Adler-Kamee, römisch 27 v. Chr.

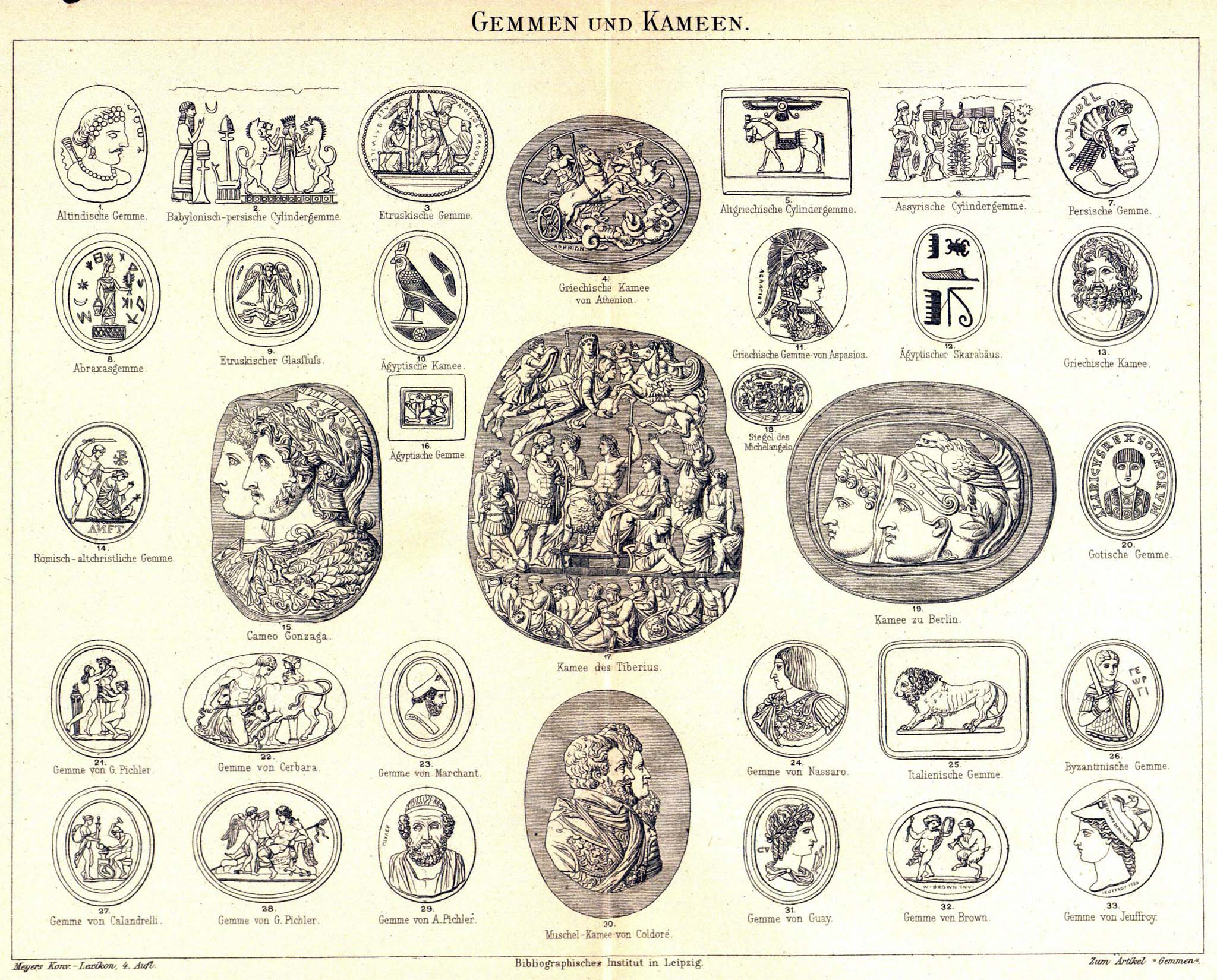
Darstellung verschiedener Kameen und Gemmen

Kamee (die), auch Camée, seltener Kameo (der) oder Cameo, ist die Bezeichnung für eine Gravur, die als erhabenes Relief aus einem Schmuckstein, zumeist einem Chalcedon oder Onyx, aber auch aus Lavagestein oder einer Molluskenschale hergestellt wurde. Dabei hebt sich aufgrund unterschiedlicher Tönungen des Materials der erhöhte Teil meist heller vom tieferen Teil der Gravur ab.

## Herstellung
Im Gegensatz zur Kamee wird bei einem Intaglio bzw. einer Gemme das Motiv in den Stein vertieft eingeschnitten. Kameen hatten im Vergleich zu Gemmen oft repräsentativen Charakter. Sie waren insbesondere geschätzte Schmucksteine, welche kaum in Fingerringe gefasst waren, sondern in mancherlei anderem Schmuck verwendet wurden (Ohrgehänge, Diademe, Hals- und Brustketten etc.). Auch für Kästchenbeschläge und die Ausschmückung von Wohnräumen konnte man sie gebrauchen, vor allem für solche, die mit dem Bild der Gorgo Medusa Unheil und den „bösen Blick“ abwehren sollten.

## Geschichte
Kameen sind seit dem 4. Jahrhundert v. Chr. bekannt. Sie hatten sowohl in der Renaissance als auch im 17. bzw. 18. Jahrhundert eine Blütezeit. Die Herstellungstechnik der Kameen stammt aus dem ptolemäischen Alexandria (siehe: Tazza Farnese). Sie eroberten von dort aus die hellenistische und später auch die römische Welt, erlangten aber nie die Verbreitung der Gemmen.
Für den Ursprung des Begriffs gibt es verschiedene Überlieferungen, wie zum Beispiel aus dem persischen chumahäu; im mittelalterlichen Latein findet man die Vokabel camahatus, im Italienischen chama, die Muschel, abgeleitet von den Muschelcaméen. Im deutschsprachigen Raum verwendet man seit dem 14. Jahrhundert verschiedene Ableitungen: gamah, gammaho, gämahü, gamähinstein, gamaphe, camache, camaie, camme, cammée – letztlich hiervon abgeleitet auch das Wort Gemme.

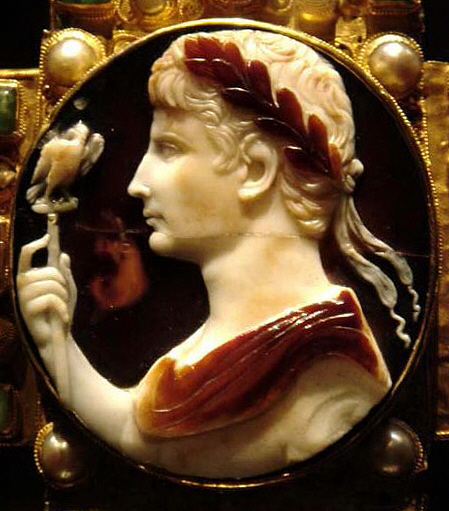
Antiker Augustus-Kameo (indischer Sardonyx) als zentraler Schmuckstein des Lotharkreuzes. Aachen, Domschatz
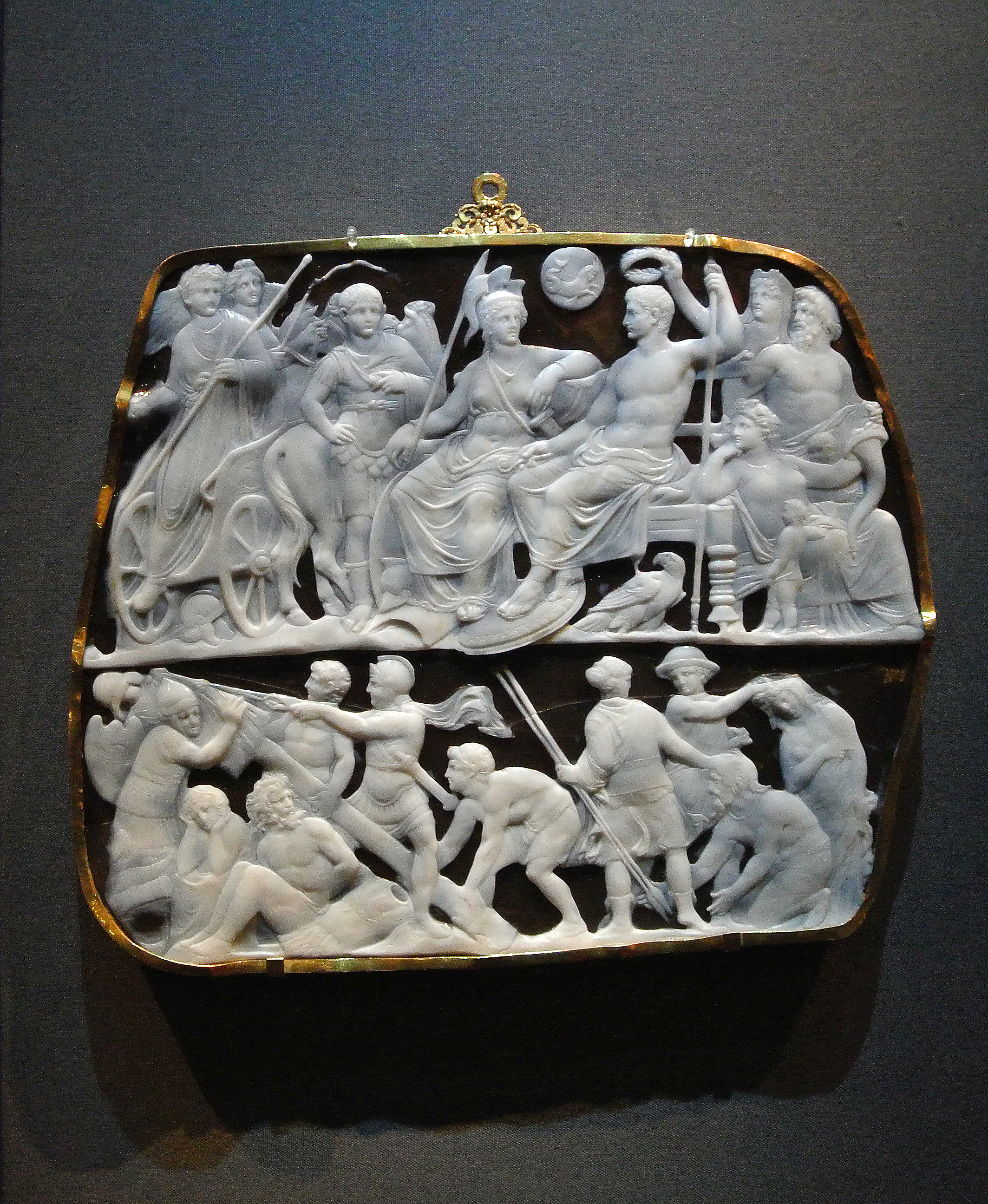
Gemma Augustea. Kunsthistorisches Museum Wien
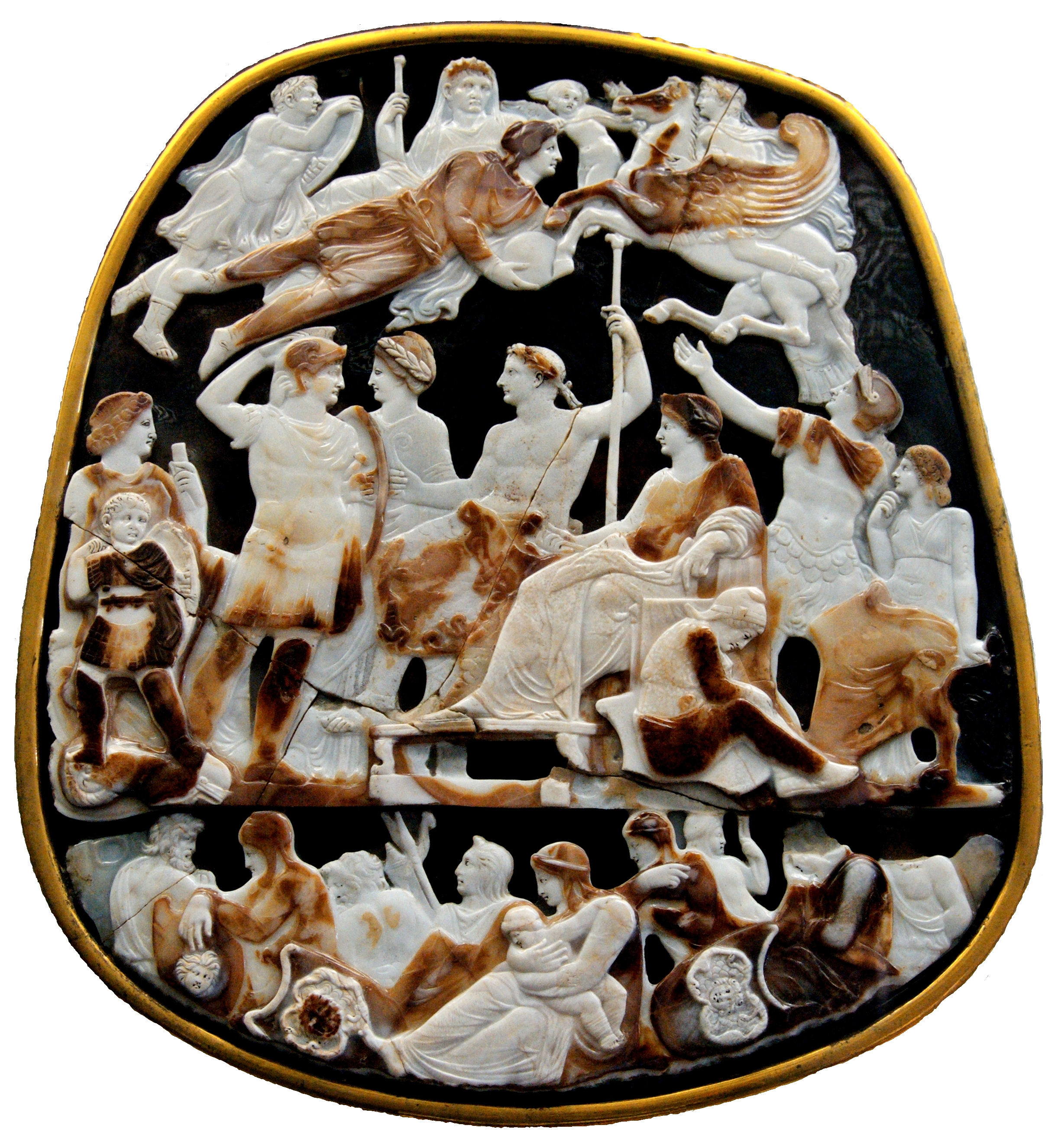
Grand Camée de France. Paris, Cabinet des Médailles
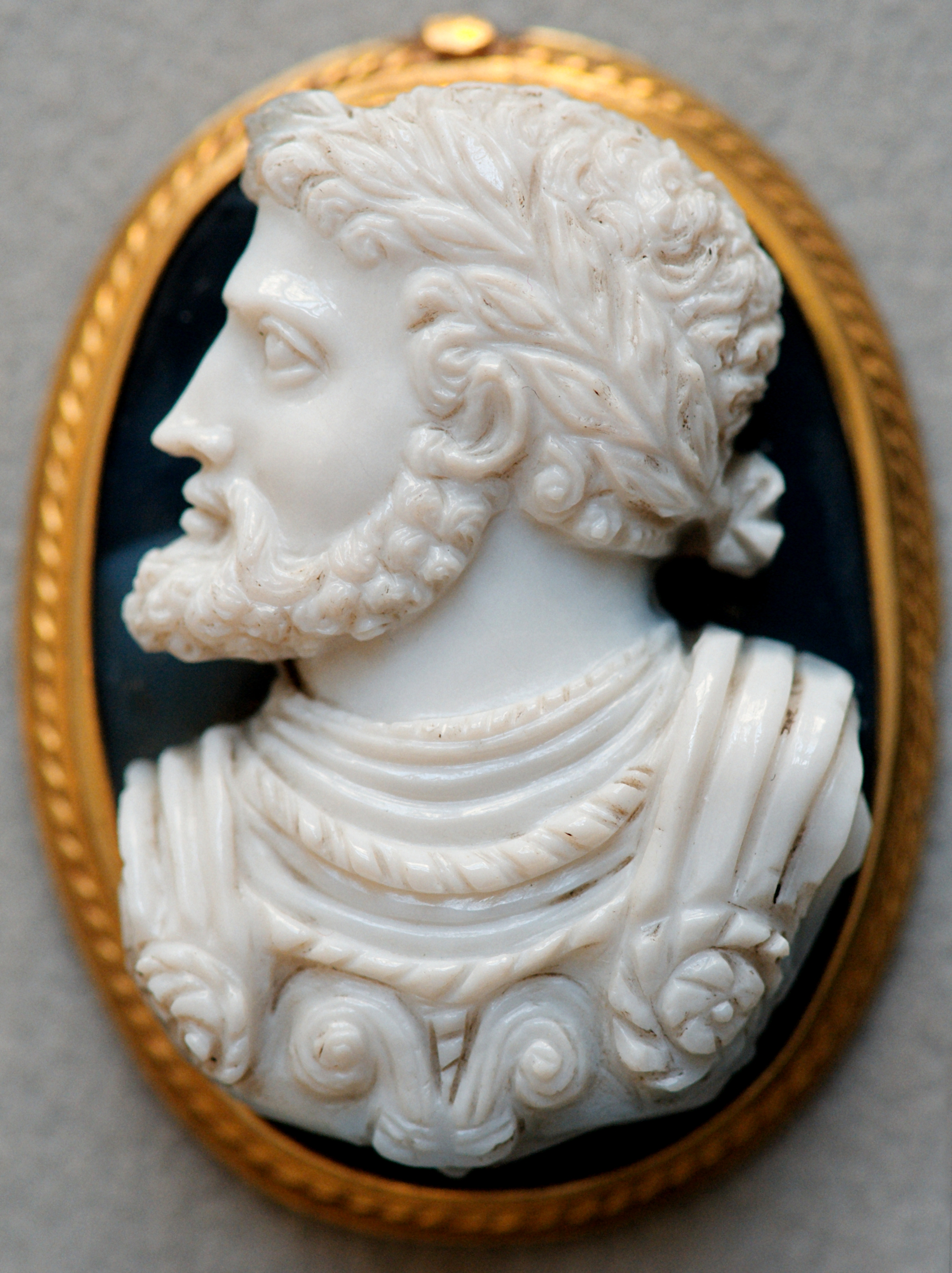
Italienische Kamee. Mitte des 16. Jahrhunderts, Paris, Cabinet des Médailles
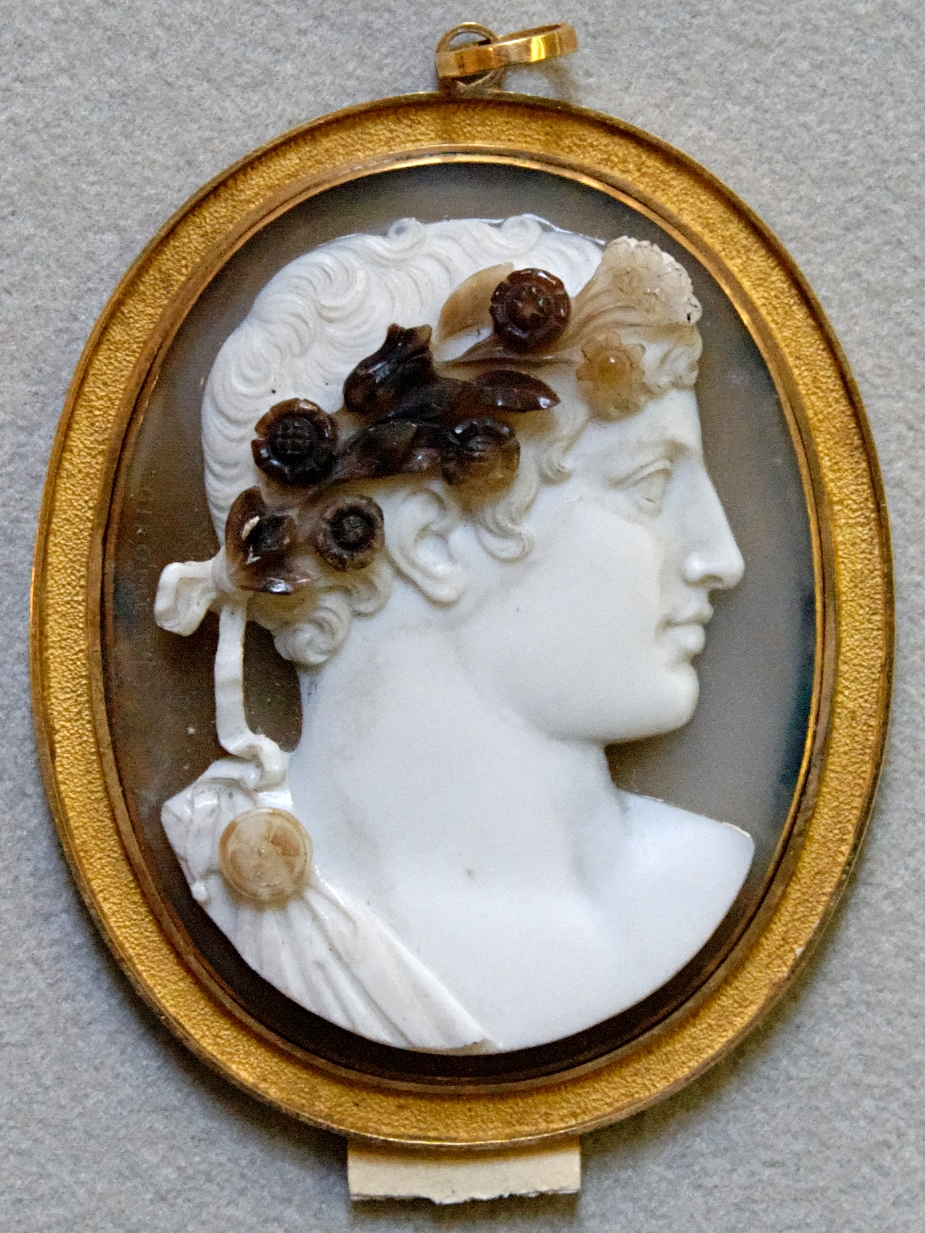
Allegorie des Frühlings. Onyx-Kamee von Giuseppe Girometti. Paris, Cabinet des Médailles
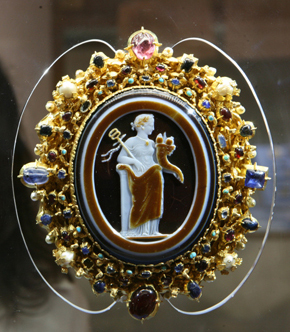
Onyx von Schaffhausen